# Vice-versa 2
Série Classiques d’animation Pixar
Élémentaire
(2023) Elio
(2025)
Série Vice-versa
Vice-versa
(2015)
Pour plus de détails, voir Fiche technique et Distribution.
Vice-versa 2, ou Sens dessus dessous 2 au Québec (Inside Out 2), est un film d'animation américain réalisé par Kelsey Mann (en) et sorti en 2024. Il fait suite à Vice-versa, sorti en 2015.
Il s'agit du premier long métrage du réalisateur et du 28e film produit par les studios Pixar. Pete Docter, réalisateur du premier Vice-versa, revient cette fois-ci en tant que producteur.
C'est un gros succès du box-office mondial.
Le film débute alors que Riley fête ses 13 ans et commence à ressentir les effets de la puberté, les cinq émotions qu'elle a connues jusque là — Joie, Tristesse, Colère, Dégoût et Peur — vont voir leur quotidien bouleversé quand une étrange équipe d'ouvriers du cerveau viennent saccager le quartier général des émotions de Riley, et encore plus quand ils repartent en laissant à la grande surprise de Joie et des autres émotions un étrange personnage se présentant comme une nouvelle émotion : l'Anxiété (ne pas confondre avec Peur). Rien ne va en s'arrangeant quand Anxiété annonce qu'elle et d'autres émotions qui seront connues plus tard sous les noms de Ennui, Envie, Embarras (et très rarement Nostalgie) viennent rejoindre la petite équipe des émotions au quartier général pour faire entrer Riley dans l'adolescence. Mais la cohabitation entre les anciennes émotions et les nouvelles est difficile, car Anxiété met la pagaille en voulant faire changer la personnalité de Riley afin d’anticiper son avenir. Les accords entre les émotions ne passant plus, Anxiété décide de renvoyer les anciennes émotions hors du Quartier Cérébral.

## Synopsis
Un an après le premier film, Riley vient d'avoir 13 ans et est sur le point d'entrer au lycée. Ses émotions, Joie, Tristesse, Peur, Colère et Dégoût, ont depuis, créé une nouvelle section de l'esprit de Riley appelée son « estime de soi », qui abrite des souvenirs, des croyances et des sentiments qui représentent la personnalité fondamentale de Riley. Après que Riley a remporté un championnat avec son équipe locale, l’entraineuse des Fire Hawks (une équipe de hockey sur glace que Riley admire), propose à l’adolescente et ses deux amies Breeanna « Bree » Young et Grace Hsieh de se rendre à un stage de hockey qui durera trois jours au lycée désigné de Riley. Les trois amies acceptent aussitôt la proposition.
Voulant faire bonne impression pour le stage, les cinq émotions utilisent un mécanisme que Joie a créé pour lancer tous les souvenirs négatifs au fond de l'esprit de Riley. Pourtant, la veille de son départ, la console émotionnelle déclenche une alarme indiquant « Puberté ». Une fois que les émotions se sont débarrassées de l'alarme, un groupe de travailleurs de l'esprit fait irruption dans le quartier cérébral et provoque un grand désordre, tout en améliorant la console et en avertissant les émotions que "les autres" arrivent.
Immédiatement après, le matin arrive. Les émotions ne tardent pas à découvrir que chaque fois qu'elles interagissent avec la console, Riley réagit de manière excessive. Lorsque Riley est emmenée au camp de hockey, elle découvre que ses amies iront dans une autre école secondaire et ne joueront plus ensemble au hockey à l’avenir, ce qui bouleverse la jeune fille. Les choses pour Riley deviennent encore plus stressantes lorsqu'elle ressent quatre nouvelles émotions qui arrivent au quartier cérébral : Envie, Ennui, Embarras, et leur cheffe, Anxiété. Bien qu'ils accueillent favorablement les nouvelles émotions, Joie et ses amis estiment qu’elles pourraient perturber la vie de Riley, Anxiété étant l'exemple le plus frappant en raison de son besoin de faire imaginer à Riley un scénario négatif quant à son arrivée au lycée et son besoin de s’intégrer au risque de se retrouver seule dans sa future école. Joie et Anxiété s'affrontent ainsi sur la façon de faire agir Riley pendant le stage de hockey : Joie voudrait que Riley s'amuse, tandis qu'Anxiété pense que Riley devrait se concentrer sur l'entraînement pour rejoindre les Fire Hawks et ainsi préparer son avenir. Bientôt, Anxiété en a assez que Joie la renvoie et décide que l'estime de soi que Riley a construit durant sa vie la retient.
Sentant qu'un changement s'impose, Anxiété rejette l'estime de soi au fin fond de la mémoire de Riley. Elle considère également les anciennes émotions comme redondantes, dépassées et incapables de cohabiter avec les nouvelles arrivantes. Bien que déçue d’agir ainsi, Anxiété demande à Embarras de mettre les cinq émotions dans un bocal en verre géant, qui est ensuite emmené dans un coffre-fort sous l'esprit de Riley où sont détenus certains secrets bien gardés de l’adolescente. Joie et ses amis découvrent vite qu’ils sont enfermés avec un groupe de personnages imaginaires que Riley a développés dans sa tête au fil des ans et qu'elle semble continuer d'apprécier. Bloofy (un chien de dessin animé d'une émission préscolaire que Riley adorait), Lance Slashblade (un personnage de jeu vidéo) et une sombre créature désignée comme étant « le plus noir secret de Riley » aident les émotions à s'échapper. Pendant ce temps, Anxiété et les autres nouvelles émotions créent un groupe de souvenirs négatifs pour créer une nouvelle estime de soi pour Riley afin qu'elle ait ce que Anxiété considère comme un « avenir meilleur ». Afin de stopper Anxiété et son plan pour « améliorer Riley », les anciennes émotions utilisent un tube de rappel pour envoyer Tristesse au quartier cérébral, tandis que les autres se rendent au fond de la mémoire pour récupérer l'estime de soi originelle de Riley.
Tristesse revient finalement au Quartier Cérébral et essaye de raisonner Riley, mais les nouvelles émotions la capturent avant qu'elle ne puisse aider ses amis. Tout en essayant d'aller au fond de l'esprit, Joie et les autres émotions voient qu'Anxiété corrompt Riley avec des sentiments négatifs à partir des scénarios dessinés des travailleurs de l'esprit. Cela inclut notamment d'essayer de se lier d'amitié avec Valentina (la meilleure joueuse des Fire Hawks et idole de Riley) en la copiant elle et son groupe d’amis, ce qui met encore plus à rude épreuve son amitié avec Bree et Grace. Néanmoins, les quatre émotions réussissent à passer des scénarios positifs à Riley et incitent les autres à faire de même malgré les ordres d’Anxiété.
Bientôt, les émotions finissent par atteindre le fond de mémoire de Riley et font remonter son estime de soi du sommet d'une montagne de mauvais souvenirs qui y étaient stockés, mais celle-ci se vide d’énergie de par l’apparition de la nouvelle estime de soi d’Anxiété, qui s'avère conduire Riley à se dévaloriser. Dans leur hâte de ramener l'estime de soi originelle à Riley, Anxiété détruit le Tube qui devait ramener les quatre émotions, mais celles ci, en provoquant une avalanche de mauvais souvenirs, parviennent à regagner le Quartier Cérébral depuis la zone de croyance. Mais une fois de retour, le chaos règne à cause de la nouvelle estime de soi corrompue d'Anxiété alors qu'elle contrôle frénétiquement Riley lors de son dernier match de hockey. En effet, dans sa volonté de la faire gagner le dernier match du stage donnant lieu à des sélections pour entrer dans les Fire Hawks, Anxiété déclenche une tornade entourant la console des émotions, qui se traduit par une intense crise d'angoisse pour Riley. Joie, après avoir traversé la tornade d’Anxiété, convainc cette dernière qu'elle n'a pas besoin de forcer Riley à se changer pour un avenir meilleur, et qu’elle est maîtresse d’elle-même. Les encouragements de Joie amènent Anxiété et Riley à se calmer, tandis qu’une nouvelle estime de soi se crée à partir de tous les souvenirs (positifs et négatifs) de Riley.
Après le stage de hockey, Riley fait la paix avec Bree et Grace, et Valentina devient sa nouvelle amie au côté du reste des Fire Hawks lors de son entrée au lycée. Riley attend avec impatience le SMS de l’entraineuse indiquant les futurs membres de l’équipe de hockey, tandis que la première et la deuxième génération d'émotions font la paix et apprennent à vivre ensemble, protégeant l'estime de soi en constante évolution de Riley, qui arbore un sourire heureux après qu’elle a reçu le SMS, signifiant qu’elle est admise au sein des Fire Hawks.
Première scène post-générique
Riley est assise à table en train de dîner avec son père et sa mère, qui lui demandent comment était son stage de hockey. Les émotions au sein du quartier cérébral de la jeune fille paniquent, ne sachant pas quoi répondre. Ennui prend alors les commandes et répond seulement que « C’était bien » sans donner plus d’informations, ce qui consterne les propres émotions d'Anxiété des parents.
Deuxième scène post-générique
Joie se rend dans la chambre des secrets pour libérer le très mystérieux "Noir Secret" de Riley qui lui avoue qu'elle aurait troué la moquette, ce qui évoque à Joie une autre anecdote bien plus gênante de la vie de Riley, qui effraie le Noir Secret, l'amenant à s'enfermer de nouveau dans la chambre forte.

## Fiche technique
- Titre original : Inside Out 2
- Titre français : Vice-versa 2
- Titre québécois : Sens dessus dessous 2
- Réalisation : Kelsey Mann
- Scénario : Meg LeFauve et Dave Holstein, d’après une histoire de Kelsey Mann et Meg LeFauve
- Musique : Andrea Datzman
- Photographie : Adam Habib et Jonathan Pytko
- Montage : Maurissa Horwitz
- Production : Mark Nielsen
  - Production exécutive : Pete Docter
- Sociétés de production : Pixar Animation Studios et Walt Disney Pictures
- Société de distribution : Walt Disney Studios Distribution
- Pays de production :  États-Unis
- Langue originale : anglais
- Genre : animation, comédie dramatique
- Format : couleur - 35 mm
- Durée : 100 minutes
- Dates de sortie : 
  - États-Unis : 14 juin 2024
  - France : 19 juin 2024
  - Suisse romande : 19 juin 2024
  - Belgique : 19 juin 2024

## Distribution
Sauf indication contraire, les informations mentionnées dans cette section peuvent être confirmées par la base de données cinématographiques IMDb,  présente dans la section « Liens externes ».

### Voix originales
- Amy Poehler : Joy (Joie)
- Lewis Black : Anger (Colère)
- Liza Lapira : Disgust (Dégoût)
- Tony Hale : Fear (Peur)
- Phyllis Smith : Sadness (Tristesse)
- Maya Hawke : Anxiety (Anxiété)
- Paul Walter Hauser : Embarrassment (Embarras)
- Adèle Exarchopoulos : Ennui
- Ayo Edebiri : Envy (Envie)
- Diane Lane : Jill Andersen
- Kyle MacLachlan : Bill Andersen
- Kensington Tallman : Riley Andersen
- Yvette Nicole Brown : coach Roberts
- June Squibb : Nostalgie

### Voix françaises
- Charlotte Le Bon : Joie
- Gilles Lellouche : Colère
- Mélanie Laurent : Dégoût
- Pierre Niney : Peur
- Marilou Berry : Tristesse
- Dorothée Pousséo : Anxiété
- Adèle Exarchopoulos : Ennui
- Kaycie Chase : Envie
- Maxime Hoareau : Embarras
- Jaynélia Coadou : Riley Andersen
- Margaux Maillet : Valentina « Val » Ortiz
- Alexis Victor : Bill Andersen, le père de Riley
- Françoise Cadol : Jill Andersen, la mère de Riley
- Amélia Ewu : Bree, l’amie de Riley
- Lana Ropion : Grace, l’amie de Riley
- Corinne Wellong : coach Roberts
- Marie-Martine : Nostalgie
- Emmanuel Garijo : Bloofy
- Emmanuel Curtil : Banana-outils
- Axel Kiener : Lance Slashblade
- Boris Rehlinger et Jean-Claude Donda : Frank et Dave, les gardiens du subconscient
- Emmanuel Jacomy : la colère du père
- Rébecca Finet : la colère de la mère
- Fabrice Lelyon et Isabelle Leprince : Bobby et Paula, l'homme et la femme de mémoire
- Jean-Marc Charrier : Jake
- Francis Benoit : Fritz
- Paul Borne : Noir secret et l'ouvrier
- Béatrice Michel : Margie
- Éric Peter : le commentateur de hockey

 Source et légende : version française (VF) sur RS Doublage, The Walt Disney Company France et carton du doublage français.

### Voix québécoises
- Charlotte Le Bon : Joie
- Sonia Vachon : Tristesse
- Xavier Dolan : Peur
- Édith Cochrane : Dégoût
- Réal Bossé : Colère
- Laurianne S. Thibodeau : Anxiété
- Adèle Exarchopoulos : Ennui
- Emma Bao Linh Tourné : Envie
- Charles Sirard Blouin : Embarras
- Ludivine Reding : Riley Andersen
- Léa Roy : Valentina « Val » Ortiz
- Florence Blain Mbaye : coach Roberts
- Emmanuel Garijo : Bloofy
- Patrick Chouinard : Bill Andersen, le père de Riley
- Catherine Proulx-Lemay : Jill Andersen, la mère de Riley
- Élia St-Pierre : Bree, l’amie de Riley
- Lily Rose Régnier : Grace, l’amie de Riley
- Nicolas Charbonneaux-Collombet : Banana-outils
- Jean-Philippe Baril Guérard : Lance Slashblade
- Pierre Auger : Noir secret
- Tristan Harvey : l'ouvrier et Frank, policier de l'esprit
- Thiéry Dubé : Dave, policier de l'esprit
- Véronique Marchand : la colère de la mère
- Johanne Garneau : Nostalgie
- Tristan Harvey : la colère du père
- Thiéry Dubé et Julie Burroughs : Bobby et Paula, l'homme et la femme de mémoire
- Jean-Jacques Lamothe : Fritz
- Véronique Marchand : Margie
- Nicolas Bacon : Jake
- Pierre Anger : le commentateur de hockey

Modèle:Source Doublage QC et carton du doublage québécois.

## Production

### Attribution des rôles
Amy Poehler accepte une offre de 5 millions de dollar pour reprendre le rôle de Joie. À la suite d'une dispute relative à leurs salaires, la production ne proposant aux autres acteurs principaux que 100 000 US$ (soit 2 % du salaire de Poehler), Mindy Kaling (Dégoût) et Bill Hader (Peur) refusent de revenir pour cette suite.
Une première bande-annonce, publiée le 9 novembre 2023, dévoile le nouveau personnage Anxiété, doublé par Maya Hawke, ainsi que la présence au casting de Liza Lapira et de Tony Hale, qui remplacent respectivement Kaling et Hader.
Le 16 janvier 2024, il est annoncé que June Squibb a rejoint la distribution dans un rôle non précisé. Le 7 mars 2024, une nouvelle-bande annonce confirme la participation d'Yvette Nicole Brown, Ayo Edebiri (Envie), Paul Walter Hauser (Embarras) et Adèle Exarchopoulos (Ennui).
Pour les versions française et québécoise, les interprètes des cinq émotions du premier film reprennent leur rôle respectif, et Adèle Exarchopoulos assure dans les deux cas le doublage du personnage qu'elle tient déjà dans la version originale de cette suite.

### Musique
Le version japonaise inclut la chanson Présent (プレゼント) interprétée par Sekai no Owari pendant le générique de fin,.

## Accueil

### Accueil critique
En France, le site Allociné propose une moyenne de 3.7⁄5, d'après l'interprétation de 30 critiques de presse.

### Box-office
| Pays ou région | Box-office                                             | Date d'arrêt du box-office | Nombre de semaines |
| France         | 8 427 652 entrées                                      | 4 décembre 2024            | 20                 |
| États-Unis     | 652 864 559 USD (60.5 millions d'entrées) (sept. 2024) | en cours                   | 11                 |
| Total mondial  | 1 687 253 681 USD (sept. 2024)                         | en cours                   | 12                 |

Le film réalise le meilleur démarrage aux Etats-Unis depuis Barbie sorti en juillet 2023. En moins de 2 semaines, il atteint le même score que le premier opus.
En France, il cumule près d'1,7 million d'entrées en cinq jours.
Mardi 20 août, Vice-Versa 2 a franchi la barre des 8 millions d'entrées en France, faisant de ce long-métrage le troisième film d'animation le plus vu de l'histoire en France.
Il bat le record du meilleur démarrage au monde pour un film d'animation.

## Distinctions

### Nominations
- Golden Globes 2025 : Meilleur film d'animation
- Oscars 2025 : Meilleur film d'animation